# Andrea Masi
Andrea Masi (L'Aquila, 30 marzo 1981) è un allenatore di rugby a 15 ed ex rugbista a 15 italiano il cui ruolo d'elezione era tre quarti centro, benché fosse tatticamente adattabile anche a ricoprire quelli di ala, estremo o apertura.
Intrapresa l'attività tecnica, iniziò in Inghilterra come responsabile dell'accademia giovanile del Wasps e poi, nel 2021 tornare in Italia al Benetton come allenatore in seconda. Nell'estate del 2023 firma un contratto triennale con il  Rugby Club Toulonnais come allenatore dei trequarti.

## Biografia
Esordiente in campionato a 16 anni (15 novembre 1997) con la maglia del club della sua città natale come mediano d'apertura (ruolo nel quale, come ammise più tardi, era limitato tecnicamente perché non sa calciare), Masi fu anche molto precoce nel suo progresso di carriera internazionale: giocò nelle rappresentative azzurre giovanili, sempre come apertura, e il 26 agosto 1999, a 18 anni e mezzo, esordì in Nazionale di rugby a 15 dell'Italia, in un incontro con la Spagna, schierato nel ruolo di tre quarti centro dal suo concittadino, il C.T. Massimo Mascioletti, proprio allo stadio Tommaso Fattori dell'Aquila.
Per i tre anni e mezzo successivi a quell'esordio Masi non ebbe più esperienze internazionali: il nuovo tecnico della Nazionale Brad Johnstone non lo schierò mai; lo fece il sostituto di Johnstone, John Kirwan, che lo impiegò in 3 incontri del Sei Nazioni 2003 nel ruolo di centro; in quello stesso anno Masi passò al Viadana, e fu tra i convocati alla Coppa del Mondo di rugby 2003 che si tenne in Australia.
Anche Pierre Berbizier, subentrato a Kirwan sulla panchina della Nazionale, utilizzò Masi con frequenza, ma un infortunio nella seconda metà del 2005 al tendine rotuleo tenne per diversi mesi il giocatore fuori attività.
Nel 2006 Masi si trasferì in Francia al Biarritz; Berbizier lo convocò tra i trenta azzurri per la Coppa del Mondo di rugby 2007 francese.
Nel Sei Nazioni 2008 Nick Mallett, a sua volta avvicendatosi con Berbizier alla guida tecnica della Nazionale italiana, impiegò Masi come apertura per tutti i cinque incontri del torneo, ruolo poi occupato da Andrea Marcato durante il successivo tour di metà anno, nel quale Masi tornò a giocare come estremo.
Dal 2009 al 2011 Masi militò nel Racing Métro 92, club parigino, sotto la conduzione dello stesso Berbizier.
Nel Sei Nazioni 2011, impiegato dapprima come ala e successivamente come estremo, fu protagonista nella vittoriosa partita contro la Francia, nella quale marcò l'unica meta azzurra; la prestazione gli valse la nomina a miglior giocatore di tale edizione del torneo.
A giugno 2011 Masi fu ingaggiato dalla franchise italiana di Celtic League degli Aironi e, in settembre, prese parte alla Coppa del Mondo di rugby 2011 in Nuova Zelanda.
Con lo scioglimento degli Aironi a fine stagione, a luglio 2012 Masi si trasferì in Inghilterra per disputare la Premiership con la formazione degli Wasps.
Nel 2015 fu convocato per la Coppa del Mondo di rugby 2015 ma dopo solo 8 minuti di gioco, durante la prima partita della nazionale contro la Francia, si infortunò al tendine di Achille chiudendo anticipatamente il suo quarto mondiale.
Non essendo riuscito a recuperare completamente dall'infortunio, il 22 giugno 2016 annunciò il suo ritiro dal rugby a 35 anni da poco compiuti.
A giugno 2017 il Wasps annunciò Andrea Masi quale responsabile della propria accademia giovanile. L'esperienza in Inghilterra si conclude nel 2021, quando Masi decide di rientrare in Italia diventando l'allenatore dei trequarti del Benetton Rugby Treviso. Nell'estate del 2023 l'aquilano risolve consensualmente il contratto con i biancoverdi e si trasferisce in Francia, firmando un triennale con il Rugby Club Toulonnais, sempre come allenatore dei trequarti.

## Palmarès
- Campionati francesi Pro D2: 1
Racing Métro 92: 2008-09